# Requiem for a Dream
Requiem for a Dream ist ein Drama des US-amerikanischen Regisseurs Darren Aronofsky aus dem Jahr 2000, basierend auf einem Roman von Hubert Selby aus dem Jahr 1978. Selby wirkte auch am Drehbuch mit. In düsteren Farben und mit teils innovativen Techniken wird in dem visuell verstörenden Film der Niedergang von vier Drogensüchtigen erzählt. Die Musik von Clint Mansell unterstreicht die düstere Stimmung.

## Handlung

### Kapitel: Sommer
Sara Goldfarb ist eine ältere, verwitwete Frau, die allein und vereinsamt in Brighton Beach, einer Gemeinde auf Coney Island, Brooklyn (New York), lebt. Ihre gesamte Freizeit besteht darin, sich eine Selbsterfüllungs-Show namens Tappy Tibbons Show im Fernsehen anzusehen. Harold, genannt Harry, ist ihr drogensüchtiger Sohn, der zusammen mit seinem besten Freund Tyrone immer wieder den Fernseher der Mutter beim Pfandleiher abgibt, um von diesem Geld seine Heroinsucht zu finanzieren.
Eines Tages erhält die Mutter einen Anruf von einer Medienagentur; sie habe die Chance, im Fernsehen aufzutreten. Sara glaubt irrtümlich, es handle sich bereits um eine Zusage für den Auftritt in ihrer Lieblingssendung. Um sich schick zu machen, lässt sie sich Schlankheitspillen beziehungsweise Appetitzügler, die Amphetamine enthalten, verschreiben. Die Tabletten helfen ihr zwar tatsächlich abzunehmen. Doch sie erhöht selbständig ihre Dosis und gerät so immer mehr in eine feste Abhängigkeit und Traumwelt, in der sie Realität und Phantasie nicht mehr unterscheiden kann.
Harry und Tyrone beginnen unterdessen mit organisiertem Drogenhandel. Die anfänglichen Profite ermöglichen es, Harrys Mutter einen modernen Fernseher zu schenken. Harry will zusammen mit seiner ebenfalls süchtigen Freundin Marion einen Modeladen aufmachen. Sie steigern sich in den Traum hinein, mit Drogenhandel das große Geld dafür zu erwirtschaften.

### Kapitel: Herbst
Da Harry und Tyrone inzwischen immer größere Mengen selbst konsumieren, schmilzt der Gewinn aus dem Drogengeschäft dahin. Nach einem Feuergefecht zwischen rivalisierenden Drogen-Clans wird Tyrone überdies gefasst und in Untersuchungshaft gesteckt. Ein großer Teil des Ersparten wird für die Kaution verwendet. Die restlichen Quellen verschwinden, und es wird nun schwerer für Harry und Tyrone, in Brooklyn an Drogen heranzukommen. Marion beginnt, zunächst auf Verlangen Harrys, sich zu prostituieren. An der Sucht scheint die Beziehung zu zerbrechen: Sie schläft zunächst gegen Geld mit dem Psychiater Arnold und erscheint später bei Big Tim, der nun die einzige Drogenquelle in Brooklyn zu sein scheint.

### Kapitel: Winter
Harry und Tyrone bekommen Informationen über einen Dealer, der über die Weihnachtsfeiertage teures Heroin unter die Leute bringen will. Auch die beiden Protagonisten wollen davon profitieren. Während der Übergabe eskaliert die Situation und der Dealer sucht das Weite. Da auf dem LKW des Dealers „Florida“ steht, beschließen die beiden, nach Florida zu fahren, um so an Stoff zu kommen.
Harry hat sich mittlerweile durch verschmutztes Spritzbesteck eine schwere Infektion am Arm zugezogen. Er will sich in einem Krankenhaus in South Carolina behandeln lassen, wo beide jedoch festgenommen werden. Harry wird später in ein Krankenhaus für Gefangene gebracht. Währenddessen kommt Sara Goldfarb, nachdem sie verwahrlost durch die Straßen gelaufen ist und andere Medikamente nicht angeschlagen haben, in eine geschlossene Psychiatrie. Dort bekommt sie Behandlungen mit Elektroschocks, um die zerrüttete Psyche nach ihrem Wahn zu reparieren. Marion trifft sich erneut mit Big Tim, wo sie gegen Heroin und etwas Geld an einer Orgie teilnimmt.
Gegen Ende werden die Figuren nacheinander in ihrer letztendlichen Situation, neben ihren zerstörten bzw. nichterfüllten Träumen gezeigt.
Harry hat einen Traum, in dem Marion an einem Steg auf Coney Island auf ihn wartet. Er stellt nach dem Erwachen fest, dass er sich einsam in Gefangenschaft befindet und dass sein Arm amputiert wurde. Sara bekommt Besuch von ihren Freundinnen, ist jedoch nicht mehr für Kontakt empfänglich. In einer Sequenz sind Tyrone, Marion und Sara in Embryonalhaltung zu sehen. Sara träumt davon, dass sie umjubelt in ihrer geliebten Fernsehshow auftritt:
Sie hat einen Preis gewonnen und Harry erscheint. In ihrer Fantasie ist Harry ein erfolgreicher Geschäftsmann, der mit Marion verlobt ist. Es kommt zu einer Umarmung zwischen Mutter und Sohn. Die Zuschauer beginnen zu applaudieren, die Kamera blendet aus.

## Auszeichnungen
- Oscarnominierung für Ellen Burstyn als Beste Hauptdarstellerin
- Golden-Globe-Nominierung für Ellen Burstyn als Beste Darbietung einer Schauspielerin in einem Film
- Hauptpreis Goldene Ähre der Semana Internacional de Cine de Valladolid 2000
- Chlotrudis Awards 2001: acht Nominierungen; Sieg in der Kategorie Bester Film
- Boston Society of Film Critics Award für Ellen Burstyn als Beste Hauptdarstellerin
- Chicago Film Critics Association Award für Ellen Burstyn als Beste Hauptdarstellerin
- Florida Film Critics Circle Award für Ellen Burstyn als Beste Hauptdarstellerin
- Independent Spirit Award für Ellen Burstyn als Beste Hauptdarstellerin
- Kansas City Film Critics Circle Award für Ellen Burstyn als Beste Hauptdarstellerin
- Las Vegas Film Critics Society Award für Ellen Burstyn als Beste Hauptdarstellerin
- Online Film Critics Society Award für Ellen Burstyn als Beste Hauptdarstellerin
- Phoenix Film Critics Society Award für Ellen Burstyn als Beste Hauptdarstellerin
- Satellite Award für Ellen Burstyn als Beste Hauptdarstellerin
- Southeastern Film Critics Association Award für Ellen Burstyn als Beste Hauptdarstellerin
- Stockholm International Film Festival Award für Ellen Burstyn als Beste Hauptdarstellerin
- Nominierung—Dallas-Fort Worth Film Critics Association Award für Ellen Burstyn als Beste Hauptdarstellerin (Dritter Platz)
- Nominierung—National Society of Film Critics Award für Ellen Burstyn als Beste Hauptdarstellerin (Dritter Platz)
- Nominierung—New York Film Critics Circle Award für Ellen Burstyn als Beste Nebendarstellerin (Dritter Platz)
- Nominierung—Online Film Critics Society Award bestes Ensemble
- Nominierung—Saturn Award für Ellen Burstyn als Beste Hauptdarstellerin
- Nominierung—Screen Actors Guild Award für Ellen Burstyn als Beste Hauptdarstellerin
- Nominierung—Toronto Film Critics Association Awards für Ellen Burstyn als Beste Nebendarstellerin (Zweiter Platz)
- Nominierung—Utah Film Critics Association Award für Ellen Burstyn als Beste Hauptdarstellerin
- Nominierung—Vancouver Film Critics Circle Award für Ellen Burstyn als Beste Hauptdarstellerin

Insgesamt gewann der Film 20 internationale Filmpreise und wurde für weitere 33 Preise nominiert.
2016 belegte Requiem for a Dream bei einer Umfrage der BBC zu den 100 bedeutendsten Filmen des 21. Jahrhunderts einen geteilten 100. Platz.

## Besonderheiten
- Der Musiktitel „Lux Aeterna“ von Clint Mansell, eingespielt u. a. vom Kronos Quartet, hat es dank seiner hohen Einprägsamkeit und seiner wichtigen dramaturgischen Funktion im Film zu gleich zwei Veröffentlichungen gebracht und wurde mehrfach in Trailern zu anderen Filmen verwendet (unter anderem in Der Herr der Ringe: Die zwei Türme, The Da Vinci Code – Sakrileg, Sunshine und Babylon A.D.).
- Das produzierende Studio Artisan Entertainment weigerte sich, den Film zu kürzen, woraufhin er von der MPAA in den USA keine Jugendfreigabe bekam.
- Die Hip-Hop-Montage ist eine Art Markenzeichen von Darren Aronofsky. Hierbei werden bezeichnende, sich wiederholende Bilder in kurzen, oft schneller werdenden Schnitten gezeigt und mit dazu passenden, oft überlauten Geräuschen verbunden. Einzeln betrachtet wirken sie nüchtern und sachlich, doch in rascher Abfolge hintereinander ergibt sich ein tranceähnlicher Eindruck. So finden sich in Requiem for a Dream etwa 2000 Schnitte – normal sind 600 bis 700. Verstärkt wird der Effekt oft durch ungewöhnliche Kameraperspektiven, wie die sogenannte Snorricam.
- Jared Leto freundete sich nach eigenen Angaben zur Vorbereitung auf seine Rolle mit echten New Yorker Drogenabhängigen an.[2]
- In zwei direkt aufeinanderfolgenden Kameraeinstellungen ist Jennifer Connelly erst aus der Vogelperspektive in der Badewanne kauernd zu sehen; in der Folgeeinstellung wird ihr ins Wasser getauchtes Gesicht gezeigt, das einen Schrei ausstößt. Diese exakt übernommenen Einstellungen stellen eine Hommage Aronofskys an den Film Perfect Blue dar.
- Das Ende des Films erinnert an den Film Asphalt-Cowboy von 1969. Auch dort reisen zwei sozial gescheiterte Freunde, gespielt von Dustin Hoffman und Jon Voight, am Ende des Films von New York nach Florida in der Hoffnung auf ein besseres Leben. Dies scheitert ebenfalls an der Erkrankung des schwächeren Rizzo (Hoffman), der während der Reise stirbt.

## Kritiken
„Der Regisseur bedient sich ebenso extremer wie radikaler filmischer Mittel und steigert die Realistik der Story zu einem filmischen und emotionalen Delirium, das manchem Zuschauer manipulativ erscheinen mag, dessen Zugriff sich jedoch kaum jemand entziehen kann.“

„Selten sieht man einen Film, in dem das Spiel der Mimen, die Musik, die Bilder, die Entwicklung der Geschichte eine derart homogene Einheit bilden. […] ‚Requiem for a dream‘ gehört zu den Meisterwerken der Filmkunst der letzten Jahre.“